# Chloe Moss
Chloe Moss, née en 1976 à Liverpool, est une scénariste de séries télévisées et de théâtre britannique.

## Biographie
En 2009, Chloe Moss a gagné le prix Susan Smith Blackburn du meilleur scénario pour la pièce de théâtre "This Wide Night". 
Son prénom s'écrit parfois avec un tréma sur le "e", Chloë.

## Filmographie
Comme scénariste
- 2008-2010 Secret Diary of a Call Girl (série télévisée) (3 épisodes)
- 2008-2010 Hollyoaks (série télévisée) (14 épisodes)
- 2010 Lip Service (série télévisée) (1 épisode)
- 2011 Frankenstein's Wedding... Live in Leeds (téléfilm)
- 2012 Prisoners' Wives (série télévisée) (1 épisode)
- 2012 Playhouse Presents (série télévisée) (1 épisode)
- 2012 Switch (série télévisée) (4 épisodes)
- 2014 The Smoke (série télévisée) (1 épisode)
- 2014 New Tricks (série télévisée) (1 épisode)
- 2014 Off the Page: Devil in the Detail (court métrage)
- 2016 Dickensian (série télévisée) (2 épisodes)
- 2016 Six Wives with Lucy Worsley (série télévisée) (3 épisodes)